# Allaeochelys crassesculpta
Allaeochelys crassesculpta – wymarły gatunek gada z podrzędu żółwi skrytoszyjnych z rodziny miękkoskórkowatych (Carettochelyidae). Skamieniałe szczątki przedstawicieli żyjącego w eocenie gatunku znaleziono w Messel Pit, zlokalizowanym pomiędzy Darmstadt i Frankfurtem w Niemczech – w kamieniołomie powstałym w miejscu dawnego jeziora wulkanicznego.

## Historia odkryć
Gatunek został opisany po raz pierwszy w 1922 roku przez niemieckiego paleontologa Hermanna Harrassowitza. Harrassowitz ulokował gatunek w rodzaju Anosteira i nadał nazwę Anosteira gracilis. W 1977 roku France de Broin zaliczył gatunek do rodzaju Allaeochelys. W 2012 roku paleontolodzy z Uniwersytetu w Tybindze znaleźli szczątki pary A. crassesculpta, która najprawdopodobniej przed 47 milionami lat zatruła się jednocześnie w ówczesnym jeziorze Messel substancjami wydobywającymi się z wyziewów wulkanicznych. Sensację wzbudził fakt, że zwierzęta zmarły podczas kopulacji. Był to pierwszy udokumentowany przypadek odkrycia kopalnych śladów pary kręgowców zmarłych równocześnie podczas aktu płciowego.

## Morfologia
Karapaks żółwia miał około 30 cm długości. Naukowcy odnotowali wyraźne cechy dymorfizmu płciowego. Samce były mniejsze od samic o około 17% i miały wyraźnie dłuższy ogon, który w przeciwieństwie do ogonów samic przekraczał krawędź karapaksu.

## Rozmieszczenie geograficzne
Żółwie z rodzaju Allaeochelys rozpowszechniły się w trzeciorzędzie na terenie Ameryki Północnej, Azji i Europie. A. crassesculpta znany jest wyłącznie z kopalnych śladów odkrytych w kopalni Messel. Łącznie odkryto tam skamieniałe szczątki 51 przedstawicieli gatunku. Ich najbliższymi współczesnymi krewnymi są prawdopodobnie wyraźnie większe żółwie dwupazurzaste (Carettochelys insculpta), żyjące w wodach Australii i Nowej Gwinei. 